# Виноградное (Феодосия)
Виногра́дное (до 1948 года Куру́-Баш, ранее Куре́й-Баши́; укр. Виноградне, крымскотат. Kürey Başı, Курей Башы) — село на юго-востоке Крыма. Входит в городской округ Феодосия Республики Крым (согласно административно-территориальному делению Украины — Феодосийский горсовет Республики Крым, в составе Насыпновского сельсовета).

## Население
| 2001 | 2014 |
| ---- | ---- |
| 276  | ↘223 |

### Динамика численности
- 1989 год — 265 чел.[9]
- 2001 год — 276 чел.
- 2009 год — 275 чел.[10]
- 2014 год — 223 чел.[11]

Всеукраинская перепись 2001 года показала следующее распределение по носителям языка
| Язык             | %%    |
| ---------------- | ----- |
| русский          | 81,52 |
| крымскотатарский | 13,77 |
| украинский       | 4,35  |

## Современное состояние
На 2018 год в Виноградном числится 3 улицы: Ботаническая, Горная и Миндальная; на 2009 год, по данным сельсовета, село занимало площадь 33 гектара на которой, в 106 дворах, проживало 275 человек. В селе действует фельдшерско-акушерский пункт.

## География
Виноградное расположено примерно в 5 километрах (по шоссе) на запад от центра Феодосии (там же ближайшая железнодорожная станция). Лежит на склонах хребта Тепе-Оба — крайнего северо-восточного отрога Главной гряды Крымских гор, высота центра села над уровнем моря 183 м. Транспортное сообщение осуществляется по региональной автодороге 35Н-595 Насыпное — Виноградное (по украинской классификации — С-0-11513).

## История
Поселение Корюбашы (кадылыка и эялета Кефе Османской империи), на месте Виноградного, впервые в исторических документах упоминается в «Османском реестре земельных владений Южного Крыма 1680-х годов», согласно которому в 1686 году (1097 год хиджры) в селении имелось 29 землевладельцев (все — мусульмане), владевших 2444 дёнюмами земли. После обретения ханством независимости по Кючук-Кайнарджийскому мирному договору 1774 года «повелительным актом» Шагин-Гирея 1775 года селение было включено в Крымское ханство, в состав Кефинского каймаканства Судакского кадылыка, что зафиксировано и в Камеральном Описании Крыма… 1784 года, где Курей-Баши встречается, как разорённое, также разорённым Курейбаши показано на военно-топографической карте генерал-майора Мухина 1817 года.
Вновь в доступных источниках селение встречается на карте Крыма 1936 года.
В 1944 году, после освобождения Крыма от фашистов, 12 августа 1944 года было принято постановление № ГОКО-6372с «О переселении колхозников в районы Крыма» и в сентябре того же года в село приехали первые переселенцы, 1268 семей, из Курской, Тамбовской и Ростовской областей, а в начале 1950-х годов последовала вторая волна переселенцев. Указом Президиума Верховного Совета РСФСР от 18 мая 1948 года, Куру-Баш, Кировского района, переименовали в Виноградное. Время включения в Феодосийский горсовет пока не установлено: на 15 июня 1960 года село уже в составе Насыпновского сельсовета. Указом Президиума Верховного Совета УССР «Об укрупнении сельских районов Крымской области», от 30 декабря 1962 года Феодосийский горсовет был упразднён и село присоединили к Алуштинскому району. 1 января 1965 года, указом Президиума ВС УССР «О внесении изменений в административное районирование УССР — по Крымской области», вновь включили в состав Феодосийского горсовета. По данным переписи 1989 года в селе проживало 265 человек. С 12 февраля 1991 года село в восстановленной Крымской АССР, 26 февраля 1992 года переименованной в Автономную Республику Крым. С 21 марта 2014 года в составе Крыма аннексировано Россией, с 5 июня 2014 года — в Городском округе Феодосия.